# Aczoli
Aczoli (także: Acholi, Akoli, Gang) – grupa etniczna zaliczana do ludów nilotyckich, zamieszkująca Sudan Południowy, Ugandę i północną Kenię. Posługują się językiem aczoli z rodziny nilo-saharyjskiej. Etnicznie najbliżej im do ludów Luo, a zwłaszcza Szylluków z Sudanu. Ich liczebność ocenia się od około miliona do dwóch milionów. Największa grupa, licząca około 750 tysięcy zamieszkuje Ugandę. Nazwa Aczoli wywodzi się od słowa Shûli, oznaczającego łączenie arabskiego z innym językiem. Terminem tym określali ich Arabowie.

## Rys historyczny
Według legend samych Aczoli osiedlili się na współcześnie zamieszkiwanych przez siebie ziemiach około 300 lat temu, przybywając z północy. Nie wiadomo, kiedy dokładnie wyodrębnili się jako osobna grupa ludów nilotyckich. Pierwsze informacje o nich pochodzą z XVII wieku. Wówczas doszło również do podziału na trzy główne podgrupy, który istnieje do dziś. W XIX wieku Aczoli stali się obiektem zainteresowania ze strony arabskich i suahilijskich handlarzy niewolników. Łowcy niewolników często najeżdżali i niszczyli wioski Aczolich, zabijając i porywając ich mieszkańców. Doszło wówczas do poważnego kryzysu społecznego i gospodarczego na ich ziemiach, spowodowanego masowymi migracjami ludności, próbującej uciec przed pojmaniem w niewolę.
Życie i tradycyjna kultura Aczoli koncentruje się wokół hodowli bydła, co jest cechą charakterystyczną dla wielu ludów nilotyckich. Do XIX wieku Aczoli posiadali bardzo duże stada ale w wyniku najazdów łowców niewolników i chorób które przynieśli ze sobą europejscy odkrywcy i kolonizatorzy, ich stan posiadania znacząco się zmniejszył. Współcześnie ich głównym problemem są powtarzające się i długotrwałe susze. Na skutek przyzwyczajeniu do częstych wędrówek i zmian miejsca pobytu gorzej niż wiele innych ludów odnaleźli się w cywilizacji miejskiej i współcześnie należą do jednej z najbiedniejszych i najmniej wykształconych grup etnicznych zamieszkujących Ugandę. Problemy ekonomiczne sprawiły, że bardzo wielu Aczoli decydowało się na służbę w armii kolonialnej. Oddziały złożone z żołnierzy pochodzących z tej grupy etnicznej były często wykorzystywane przez Brytyjczyków do tłumienia wystąpień innych miejscowych ludów. Po uzyskaniu niepodległości przez Ugandę Aczoli nadal stanowili znaczną część żołnierzy. W konflikcie Idiego Amina z Miltonem Obote, Aczoli opowiedzieli się po stronie tego drugiego. Walki zakończyły się jednak zwycięstwem Amina. Jego niechęć do Aczoli zaowocowała masakrami i dyskryminacją tej grupy etnicznej. Spotykało się to często z uznaniem innych ludów Ugandy, pamiętających o walkach z brytyjskimi wojskami kolonialnymi.
Po upadku reżimu Amina ich sytuacja uległa poprawie, niechęć do nich była jednak nadal silna, zwłaszcza w południowej części kraju. W 1985 roku, w wyniku przewrotu, prezydentem Ugandy został Aczoli, Tito Okello. Nie cieszył się on jednak popularnością i już rok później został obalony przez pochodzącego z południa Yoweriego Museveniego. Oddziały wierne Okello, złożone z jego rodaków, wycofały się na północ, którą w bardzo krótkim czasie opanował nowy prezydent. Obawiając się nowych prześladowań wielu Aczoli nie uznało Museveniego i zdecydowało się na walkę. Najbardziej znaną formacją Aczoli był Ruch Ducha Świętego, utworzony przez Alice Aumę. Auma ogłosiła, że wstąpił w nią Duch Święty (Lakwena), który nakazał jej walkę z nowym reżimem w celu ustanowienia sprawiedliwego porządku w Ugandzie. Po serii mniejszych zwycięstw, oddziały Ruchu Ducha Świętego podjęły próbę zdobycia Kampalii, która jednak zakończyła się druzgocącym zwycięstwem armii rządowej. Wojska Museveniego ponownie opanowały niemal całą północ. Dziedzicem Aumy ogłosił się Joseph Kony, twórca Armii Bożego Oporu, działającej do dziś.

## Społeczeństwo
Organizacja społeczna Aczoli opiera się na rodach patrylinearnych. Podstawą gospodarki jest rolnictwo (uprawa kukurydzy, sorgo, fasoli i tytoniu).